# مبرهنة بوياي
في الهندسة الرياضية، مبرهنة بوياي (بالإنجليزية: Bolyai theorem) تنص على أنه إذا وجد مضلعين بسيطين لهما مساحة متساوية، من الممكن تقسيم المضلع الأول إلى عدد نهائي من المضلعات الصغيرة وإعادة ترتيبها للحصول على المضلع الثاني.
«إعادة الترتيب» هنا تعني أنه من الممكن إجراء نقل ودوران على كل القطع الصغيرة.

## الأبعاد الأعلى
تعميم هذه المبرهنة على متعددات الأوجه في الفضاء ثلاثي الأبعاد تعرف باسم مسألة هلبرت الثالثة وهي عبارة خاطئة وقد تم برهان خطئها من قبل ماكس دين في عام 1900.